# Georgian Airways

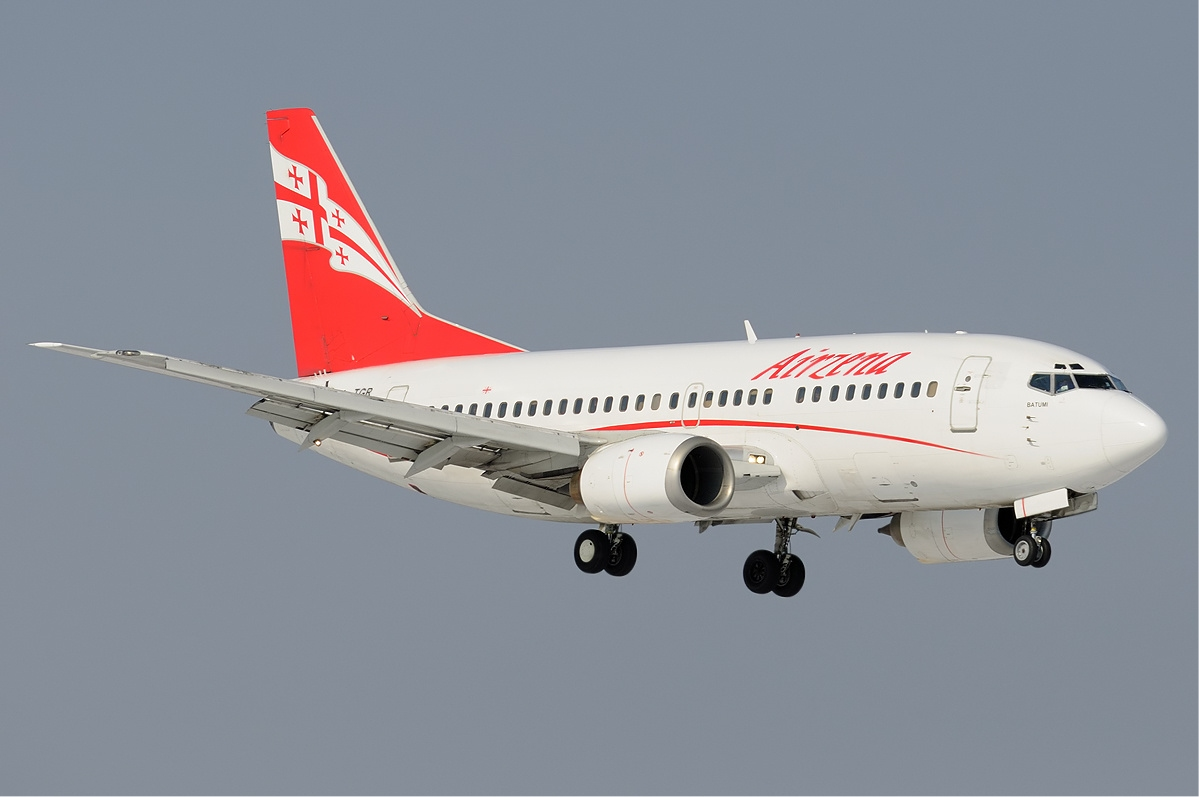

Товариство з обмеженою відповідальністю «Georgian Airways»  (груз. ჯორჯიან ეარვეის) — флагманський перевізник Грузії, базується в столичному аеропорту, Тбілісі. Приватна авіакомпанія, виконує рейси з Грузії в першу чергу в аеропорти Європи та Середнього Сходу.

## Історія
Компанію засновано у вересні 1994 року під назвою Airzena, спочатку вона виконувала тільки приватні та чартерні перевезення. Перельоти за розкладом почались у 1997-му. Компанію Airzena було об'єднано з Air Georgia у листопаді 1999-го, названо «Airzena Georgian Airlines» і присвоєно теперішню назву 1 жовтня 2004-го.
У липні 2011-го Міхаїл Баґдасаров, власник вірменського національного перевізника «Armavia», планував придбати Georgian Airways. У липні 2013-го стало відомо, що угоду не було підписано через банкрутство Armavia.
У 2014-му відкрито постійні перельоти з Тбілісі до Тель-Авіву та Москви.

## Флот
Флот Georgian Airways на лютий 2018:
| Тип                       | В дії | Замовлено | Місць | Місць | Місць   | Примітки |
| Тип                       | В дії | Замовлено | J     | Y     | Загалом | Примітки |
| ------------------------- | ----- | --------- | ----- | ----- | ------- | -------- |
| Boeing 737-700            | 3     | 2         | 12    | 120   | 132     |          |
| Bombardier CRJ200LR       | 1     | —         | 6     | 44    | 50      |          |
| Embraer 190               | 4     |           | 9     | 88    | 97      |          |
| Bombardier Challenger 850 | 1     | —         | VIP   | VIP   | VIP     |          |
| Загалом                   | 9     | 2         |       |       |         |          |